# Thalassema peltzelnii
Thalassema peltzelnii is een lepelworm uit de familie Thalassematidae.
De wetenschappelijke naam van de soort werd in 1859 gepubliceerd door C.M. Diesing.